# Sở Nhập tịch và Di trú Hoa Kỳ
Cơ quan Di Trú và Nhập Tịch của Hoa Kỳ (tiếng Anh United States Citizenship and Immigration Services) là một cơ quan phụ trách nhập tịch và di trú của Chính phủ Hoa Kỳ. Sở này là một cơ quan thuộc Bộ An ninh Nội địa Hoa Kỳ. Nó thực hiện nhiều chức năng hành chính trước đây được thực hiện bởi cơ quan cũ là Cục Di Trú và Nhập tịch (INS), thuộc Bộ Tư pháp.
Ưu tiên quy định của USCIS là để thúc đẩy an ninh quốc gia, loại trừ trường hợp tồn đọng nhập cư, và cải thiện dịch vụ khách hàng. USCIS do một giám đốc người báo cáo trực tiếp cho thứ trưởng Bộ An ninh nội địa. USCIS trước đây và một thời gian ngắn có tên là Cục Di trú (BCIS) Quốc tịch và Hoa Kỳ, trước khi trở thành USCIS.